# Acraea macarina
Acraea macarina är en fjärilsart som beskrevs av Butler 1868. Acraea macarina ingår i släktet Acraea och familjen praktfjärilar. Inga underarter finns listade i Catalogue of Life.